# لسامپسیون، کبک
لسامپسیون (به فرانسوی: L'Assomption) شهرکی در منطقه شهری لسومپسیون ناحیه لانودییر در استان کبک کانادا است. در سرشماری سال ۲۰۱۱ این شهرک ۱۶٬۹۴۰ نفر جمعیت داشته‌است و مساحت آن ۱۰۰٫۰۹ کیلومتر مربع است.